# 維吉尼亞鎮區 (伊利諾伊州卡斯縣)
維吉尼亞鎮區（英語：Virginia Township）是位於美國伊利諾伊州卡斯縣的一個行政鎮區。

## 地方資料
根據2010年美國人口普查的數據，維吉尼亞鎮區的面積為92.70平方千米，當中陸地面積為92.65平方千米，而水域面積為0.05平方千米。當地共有人口1,701人，而人口密度為每平方千米18.35人。